# Under the Kilt
Under the Kilt kom 2000 och var det andra albumet med malmöartisten Jonny Jakobsen och det första där han kallas Dr. MacDoo.

## Låtlista
1. Intro
2. Family Macdoo
3. Macahula Dance
4. Loch Ness
5. Under The Kilt
6. Hokey Pokey Man
7. Highland Reggae
8. Scottish Ghost (Extra Extra)
9. Mayday Mayday
10. Mad Piper
11. Bagpipesong
12. (Grandfather) Mac Macdoo
13. Outro
14. Warrior Song (Bonus)